# Врховлє-при-Койскем
Врховлє-при-Койскем (словен. Vrhovlje pri Kojskem) — поселення в общині Брда, Регіон Горишка, Словенія. Висота над рівнем моря: 382 м.